# أداة مالية

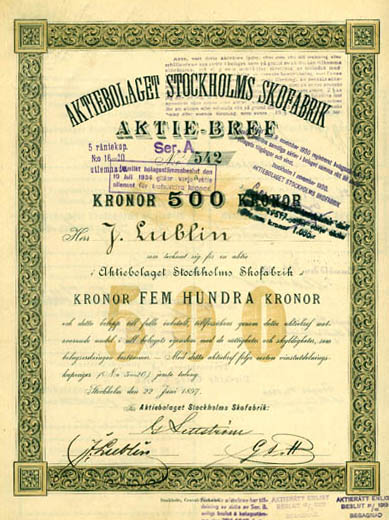
شارك في ستوكهولم سكوفابريك

الأدوات المالية هي أدوات قابلة للتداول أو التجارة وهي أحد الأصول من أي نوع كانت، سواء كانت نقداً أو أدلة على وجود ملكية في كيان، أو حق تعاقدي لاستلام أو تسليم، نقد أو صك مالي آخر.
وفقًا المعايير الدولية لإعداد التقارير المالية رقم 32 و39، تُعرف الأداة المالية بأنها «أي عقد أن يعطي أحد الأصول المالية لكيان معين ومسؤولية مالية أو أداة حقوق ملكية لكيان آخر».